# Bühl (Offenburg)
Bühl ist mit 1109 Einwohnern der kleinste Stadtteil von Offenburg.
Im August 2010 wurde die Grenze von 1000 Einwohnern zum ersten Mal durch das Neubaugebiet „Krestenweg Süd“ überschritten.

## Geographie

### Nachbargemeinden
Die Grenze der Gemarkung verläuft im Norden gegen die Gemarkungen der Offenburger Ortsteile Griesheim und Bohlsbach, im Süden gegen die Gemarkung von Offenburg selbst, im Südwesten gegen die Gemarkung von Waltersweier und im Nordwesten gegen die Gemarkung Weier (beide Stadt Offenburg). Zudem grenzt eine Exklave der Gemarkung Bühl an die Gemarkung von Hesselhurst.

### Straßen
Bühl besitzt 15 Straßen, wovon die Kehler Straße (B33) mittig im Dorf liegt und das Dorf von Süden bis Norden durchquert. Im Krestenweg befindet sich das Neubaugebiet von Bühl. Über die Bohlsbacher Straße kommt man zum östlichen Nachbarort Bohlsbach. Über die Bühler Straße kommt man auf die Hubertusstraße, die nicht mehr zu Bühl gehört nach Weier. Über die Kehler Straße kommt man sonst noch nach Offenburg und in den Nachbarort Griesheim. Außerdem gehören die Bühler Straße und die Bohlsbacher Straße teilweise zur Kreisstraße K 5324.

## Politik
Seit 2014 ist Georg Schrempp der Ortsvorsteher von Bühl.

## Geschichte
Wie bei vielen kleinen Gemeinden der Ortenau ist auch bei Bühl die Entstehungsgeschichte ungewiss. So lässt sich leider nicht belegen, ob die Gründung der Gemeinde in die Frühzeit des Klosters Gengenbach zurückreicht und wer zum ersten Male auf dem Boden Bühls rodete. Anders aber als bei den anderen Gemeinden, bei denen man wenigstens auf Grund einiger überlieferter Tatsachen Rückschlüsse auf eine mögliche Gründungszeit ziehen kann, fehlen diese Indizien der Gemeinde Bühl komplett.
Der Ortsname Bühl und die Lage des ältesten Ortskerns auf einer bis zu 12 Meter hohen Erhebung über dem Kinzigbett deutet auf die Siedlungsgeschichte hin, welche wohl von jenem Hügel aus gegangen ist. Ein Beweis dafür ist die Tatsache, dass man das althochdeutsche Wort „puhil“ sowie das mittelhochdeutsche Wort „bühel“ für „Hügel, Anhöhe“ in alten Schriftstücken als Schreibweise des Ortsnamens wiederfindet. Man sagt, dass auf dem „Bühel“ eine Kirche für die Bewohner der Gottswalddörfer errichtet wurde, welche rechtlich zu Offenburg gehörte, doch auch hierfür fehlen leider die Belege.
Seit dem 1. Dezember 1971 und der baden-württembergischen Gemeindereform ist die Gemeinde Bühl ein Teil der Stadt Offenburg, was sich auch bemerkbar macht. So konnte die Gemeinde ihren ländlichen Charakter zwar bis weit in dieses Jahrhundert bewahren, doch immer mehr Einwohner begannen, in der Stadt zu arbeiten, bis schließlich 1991 der letzte Tabakbauer seinen letzten Tabak (wofür Bühl einst berühmt war) erntete und nur noch sehr wenige Landwirte übrig ließ. Dennoch hoffen die Bürger, dass die räumliche Distanz zur nahen Stadt Offenburg bestehen bleibt.

## Bevölkerungsentwicklung
| Jahr | Einwohnerzahl |
| ---- | ------------- |
| 1814 | 293           |
| 1834 | 282           |
| 1864 | 348           |
| 1913 | 407           |
| 1939 | 488           |
| 1961 | 697           |
| 1970 | 799           |
| 1980 | 758           |
| 1990 | 797           |
| 2000 | 900           |
| 2010 | 1019          |
| 2020 | 1109          |

## Kultur und Sehenswürdigkeiten

### Religionen
Seit der Dekanatsreform am 1. Januar 2008 gehören Bühl und die Kirche St. Peter und Paul zum Dekanat Offenburg-Kinzigtal und zudem zur Seelsorgeeinheit St. Ursula Katholische Kirchengemeinde.

## Wirtschaft und Infrastruktur

### Verkehr
In Bühl kreuzt sich die Bundesstraße B 33 mit der Kreisstraße K 5324. Bühl wird an 4 Haltestellen von den Südwestbuslinien 7136, 7146 und 7156 bedient. Diese befinden sich größtenteils an der Kehler Straße(Haltestellen: "Im Lehbühl","Im Bühnle" und "Am Talackerweg"), wobei sich eine Haltestelle im Talackerweg(Haltestelle: "Schule") befindet. Regional- und Fernverkehrsanbindungen sind nur außerorts durch den Bahnhof Offenburg und die Autobahn A 5 (AS 54/55) gegeben.